# Black Wolves de la Nouvelle-Angleterre
 (août 2011).
Les Black Wolves de la Nouvelle-Angleterre sont une franchise américaine de crosse en salle évoluant en National Lacrosse League depuis 1987 sous le nom des Wings de Philadelphie. Basés à Uncasville dans le (Connecticut), les Black Wolves jouent au Mohegan Sun Arena, enceinte de 7 700 places inaugurée en 2001.

## Histoire

Wings de Philadelphie 1986-2002
Wings de Philadelphie 2002-2014

### Wings de Philadelphie
Les Wings ont joué en Major Indoor Lacrosse League (MILL) de 1987 à 1997, avant que la ligue ne change en NLL en 1997. Ils sont la seule franchise de la NLL à n'avoir jamais déménagé ou changé de nom depuis 1987. L'entraîneur actuel est John Mouradian. 
Les Wings de Philadelphie ont été 6 fois vainqueur des playoffs (Champion's Cup) en 1989, 1990, 1994, 1995, 1998 et 2001.

## Saison par saison
| Saison         | Division   | V-D    | Class. | Domicile | Extérieur | GF    | GA    | Séries éliminatoires   |
| -------------- | ---------- | ------ | ------ | -------- | --------- | ----- | ----- | ---------------------- |
| 1987           |            | 3-3    | 2e     | 2-1      | 1-2       | 86    | 82    | Défaite en demi-finale |
| 1988           |            | 3-5    | 3e     | 2-2      | 1-3       | 97    | 90    | Défaite en demi-finale |
| 1989           |            | 6-2    | 1er    | 4-0      | 2-2       | 122   | 96    | Vainqueur              |
| 1990           |            | 6-2    | 2e     | 3-1      | 3-1       | 89    | 82    | Vainqueur              |
| 1991           | American   | 5-5    | 3e     | 3-2      | 2-3       | 129   | 131   | --                     |
| 1992           | American   | 3-5    | 2e     | 1-3      | 2-2       | 106   | 109   | Finaliste              |
| 1993           | American   | 7-1    | 1er    | 4-0      | 3-1       | 121   | 86    | Finaliste              |
| 1994           | American   | 6-2    | 1er    | 4-0      | 2-2       | 127   | 89    | Vainqueur              |
| 1995           |            | 7-1    | 1er    | 4-0      | 3-1       | 115   | 94    | Vainqueur              |
| 1996           |            | 8-2    | T-1er  | 4-1      | 4-1       | 165   | 114   | Finaliste              |
| 1997           |            | 7-3    | 1er    | 3-2      | 4-1       | 137   | 115   | Défaite en demi-finale |
| 1998           |            | 9-3    | 1er    | 3-3      | 6-0       | 166   | 148   | Vainqueur              |
| 1999           |            | 5-7    | 4e     | 4-2      | 1-5       | 153   | 153   | Défaite en demi-finale |
| 2000           |            | 7-5    | 4e     | 4-2      | 3-3       | 172   | 165   | Défaite en demi-finale |
| 2001           |            | 10-4   | 2e     | 6-1      | 4-3       | 205   | 177   | Vainqueur              |
| 2002           | Eastern    | 8-8    | 2e     | 6-2      | 2-6       | 222   | 237   | --                     |
| 2003           | Eastern    | 8-8    | 2e     | 6-2      | 2-6       | 203   | 209   | --                     |
| 2004           | Eastern    | 7-9    | 4e     | 3-5      | 4-4       | 192   | 198   | --                     |
| 2005           | Eastern    | 6-10   | 4e     | 3-5      | 3-5       | 213   | 218   | --                     |
| 2006           | Eastern    | 8-8    | 5e     | 5-3      | 3-5       | 184   | 184   | --                     |
| Total          | 20 saisons | 129-93 |        | 74-37    | 55-56     | 3,004 | 2,777 |                        |
| Playoff Totals |            | 16-8   |        | 10-3     | 6-5       | 316   | 279   |                        |